# Silvia Cubiles
Silvia Cubiles Fernández (Sevilla, 1942-Fuengirola, 2013) fue una historiadora del arte española, especialista en grabado barroco de arquitectura.

## Trayectoria
Cubiles se licenció en Historia del Arte en la Universidad de Sevilla, donde fue alumna de Antonio Bonet Correa, titular de la Cátedra de Arte Hispanoamericano. Bajo su dirección, presentó su memoria de licenciatura titulada La Hacienda de San Nicolás de Salvatierra, México en mayo de 1971. En 1981, defendió su tesis doctoral Los grabados de arquitectura y la Imprenta Real bajo los reinados de Carlos III y Carlos IV, también dirigida por Bonet Correa.
Comenzó a enseñar Historia del Arte en la Universidad Autónoma de Madrid (UAM) poco después de su fundación, en el Campus de Cantoblanco. Allí, desarrolló una destacada carrera académica hasta su jubilación en 2008. En 1986, fue nombrada profesora titular de Historia del Arte, especializándose en el arte moderno y contemporáneo, en particular, el arte del siglo XIX. Además, dirigió el Departamento de Historia y Teoría del Arte de la Universidad Autónoma de Madrid y participó en la discusión del Libro Blanco del Grado de Historia del Arte en 2007.
Cubiles publicó numerosos trabajos sobre historia del arte y arquitectura, especialmente sobre motivos arquitectónicos en grabados barrocos. Sus artículos han aparecido en revistas especializadas como la Revista del Archivo, Biblioteca y Museo del Ayuntamiento de Madrid, Cuadernos de Bibliofilia, Archivo Español de Arte, y Goya. En 1990, publicó un estudio titulado El Palacio del Marqués de Casa Riera, editado por el Consorcio para la organización de Madrid Capital Europea de la Cultura 1992. Junto a su marido, el escritor y crítico de arte Rafael Pérez Madero, publicó Pequeño glosario de las principales técnicas gráficas, editado por el Museo de Arte Abstracto Español de Cuenca.

## Reconocimientos
En 2020, Cubiles fue incluida dentro del proyecto “Mujeres Investigadoras en los Archivos Estatales (1900-1970)” para la descripción archivística y creación de un micrositio específico en el Portal de Archivos Españoles (PARES), desarrollado entre 2020-2023. Este proyecto ha sido impulsado por la Subdirección General de Archivos Estatales, con el objetivo visibilizar la labor de investigación realizada en España por las mujeres en el intervalo 1900-1970 partiendo de los registros documentales que se conservan en los Archivos de Gestión de los AAEE del Ministerio de Cultura (el Archivo Histórico Nacional, el Archivo de la Corona de Aragón, el Archivo General de Simancas, el Archivo General de Indias, el Archivo de la Real Chancillería de Valladolid, el Archivo General de la Administración y el Centro de Información Documental de Archivos).